# Flipou
Flipou és un municipi francès situat al departament de l'Eure i a la regió de Normandia. L'any 2007 tenia 336 habitants.

## Demografia

### Població
El 2007 la població de fet de Flipou era de 336 persones. Hi havia 128 famílies, de les quals 20 eren unipersonals (8 homes vivint sols i 12 dones vivint soles), 36 parelles sense fills, 68 parelles amb fills i 4 famílies monoparentals amb fills.
La població ha evolucionat segons el següent gràfic:
Habitants censats

### Habitatges
El 2007 hi havia 141 habitatges, 124 eren l'habitatge principal de la família, 16 eren segones residències i 1 estava desocupat. 137 eren cases i 3 eren apartaments. Dels 124 habitatges principals, 105 estaven ocupats pels seus propietaris, 16 estaven llogats i ocupats pels llogaters i 3 estaven cedits a títol gratuït; 2 tenien dues cambres, 16 en tenien tres, 36 en tenien quatre i 70 en tenien cinc o més. 102 habitatges disposaven pel capbaix d'una plaça de pàrquing. A 41 habitatges hi havia un automòbil i a 72 n'hi havia dos o més.

### Piràmide de població
La piràmide de població per edats i sexe el 2009 era:
| Homes | Edats   | Dones |
| ----- | ------- | ----- |
| 0     | 95 o +  | 0     |
| 0     | 90 a 94 | 4     |
| 0     | 85 a 89 | 0     |
| 8     | 80 a 84 | 0     |
| 4     | 75 a 79 | 8     |
| 0     | 70 a 74 | 4     |
| 12    | 65 a 69 | 4     |
| 0     | 60 a 64 | 12    |
| 4     | 55 a 59 | 4     |
| 16    | 50 a 54 | 4     |
| 20    | 45 a 49 | 16    |
| 4     | 40 a 44 | 20    |
| 12    | 35 a 39 | 12    |
| 16    | 30 a 34 | 12    |
| 8     | 25 a 29 | 12    |
| 12    | 20 a 24 | 0     |
| 12    | 15 a 19 | 12    |
| 8     | 10 a 14 | 20    |
| 12    | 5 a 9   | 8     |
| 12    | 0 a 4   | 20    |

## Economia
El 2007 la població en edat de treballar era de 238 persones, 175 eren actives i 63 eren inactives. De les 175 persones actives 164 estaven ocupades (89 homes i 75 dones) i 11 estaven aturades (4 homes i 7 dones). De les 63 persones inactives 20 estaven jubilades, 26 estaven estudiant i 17 estaven classificades com a «altres inactius».

### Ingressos
El 2009 a Flipou hi havia 129 unitats fiscals que integraven 353 persones, la mediana anual d'ingressos fiscals per persona era de 20.889 €.

### Activitats econòmiques
Dels 3 establiments que hi havia el 2007, 1 era d'una empresa alimentària, 1 d'una empresa de construcció i 1 d'una empresa de comerç i reparació d'automòbils.
Dels 2 establiments de servei als particulars que hi havia el 2009, 1 era un taller de reparació d'automòbils i de material agrícola i 1 electricista.
L'any 2000 a Flipou hi havia 7 explotacions agrícoles.

## Equipaments sanitaris i escolars
El 2009 hi havia una escola elemental integrada dins d'un grup escolar amb les comunes properes formant una escola dispersa.

## Poblacions més properes
El següent diagrama mostra les poblacions més properes.